# Nowiny, Braniewski
Nowiny [nɔˈvinɨ] (tiếng Đức: Neufeld bei Frauenburg)  là một ngôi làng ở quận hành chính của Gmina Frombork,trong huyện Braniewski, Warmińsko-Mazurskie, ở miền bắc Ba Lan. Nó nằm khoảng 3 kilômét (2 mi)   phía nam Frombork, 12 km (7 mi) về phía tây nam của Braniewo và 81 km (50 mi) phía tây bắc của thủ đô khu vực Olsztyn.
Trước năm 1772, khu vực này là một phần của Vương quốc Ba Lan, 1772-1945 Phổ và Đức (Đông Phổ).
Làng có dân số 40 người.